# Perdita wootonae
Perdita wootonae är en biart som beskrevs av Cockerell 1898. Perdita wootonae ingår i släktet Perdita och familjen grävbin. Inga underarter finns listade i Catalogue of Life.